# منصور زلزل
منصور بن جعفر بن زَلزَل رازی (متولد ۱۷۶ هجری قمری در کوفه و درگذشته در بغداد)، موسیقی‌دان ایرانی‌تبار سدهٔ دوم هجری قمری بود. شهرت وی به خاطر ابداع پرده‌ای در کوک سازهای موسیقی ایرانی است که به «وسطای زلزل» معروف است.

## زندگی‌نامه
زلزل در سال ۱۷۶ قمری در کوفه به دنیا آمد. وی نوازندهٔ بربط (عود) بود و آواز نمی‌خواند.
منصور زلزل برادر زن ابراهیم موصلی، موسیقی‌دان شهیر ایرانی بود که در دربار مهدی عباسی به جایگاه والایی رسید. زلزل زمانی که موصلی آواز می‌خواند با ساز بربط او را همراهی می‌کرد. او را مخترع بربط‌های شبوط‌مانند می‌دانند (شبوط نام عربی ماهی کپور است، و منظور از بربط‌های شبوط‌مانند بربط‌هایی است که کاسه یا شکم بزرگی دارند). او در این سازها از پرده‌ای جدید استفاده می‌کرد که به «وسطای زلزل» معروف شد.
زلزل از جوانمردان بود و از پول‌هایی که به دست می‌آورد به نیازمندان کمک می‌کرد. آب‌انبار زلزل (برکه زلزل) در بغداد نیز از موقوفات او بوده‌است.
زمانی که هارون الرشید به خلافت رسید، بر زلزل خشم گرفت و او را ده سال به زندان انداخت. زمانی که زلزل از زندان آزاد شد موهایش سپید و خودش فرتوت شده بود و چند سال بعد در بغداد درگذشت.

## وسطای زلزل
در تئوری موسیقی آن زمان، نام‌هایی برای توصیف فواصل بین نت‌ها به کار می‌رفته، از جمله «زائد» (دارای مقادیر متفاوت)، «سبابه» (نواخته شدن با انگشت اشاره)، «وسطا» (نواخته شدن با انگشت میان)، «بِنصِر» (نواخته شده با انگشت انگشتری)، و «خِنصِر» (نواخته شده با انگشت کوچک)، اما این نام‌های معرف یک فاصله مشخص نبوده‌اند و متناسب با انگشتان دست نوازنده تعریف می‌شده‌اند. تحقیقات مهدی برکشلی حاکی از آن است که سبابه به فاصلهٔ دوم بزرگ، بنصر به سوم بزرگ و خنصر به چهارم درست اشاره داشته که هیچ‌کدام ریزپرده‌ای نیستند. زائد نیز به فاصلهٔ دوم کوچک (با کوک فیثاغورثی) اشاره داشته که همان فاصلهٔ «مجنب» است. اما وسطا به یک فاصلهٔ ریزپرده‌ای اشاره می‌کرده‌است.
تا پیش از زلزل، در مورد موقعیت دقیق «وسطا» اختلاف بود؛ برخی به «وسطای قدیم» (با نسبت بسامد ۳۲:۲۷ یا همان سوم کوچک، تقریباً معادل ۲۹۴ سنت از سیم آزاد یا «مطلق») را به کار می‌بردند و برخی «وسطای فارسی» (با نسبت بسامد ۸۱:۶۸ تقریباً معادل ۳۰۳ سنت، یعنی نزدیک به سوم کوچک). زلزل، اندازهٔ جدیدی برای فاصلهٔ وسطا معرفی کرد که مطابق متون تعریفی که فارابی در کتاب موسیقی کبیر آورده، نسبت بسامد ۲۷:۲۲ را دارد (یعنی فاصلهٔ آن با مطلق تقریباً برابر با ۳۵۵ سنت است، معادل سوم نیم‌بزرگ). ابن سینا فاصلهٔ دیگری را برای وسطای زلزل مناسب می‌دانست (نسبت بسامد ۳۹:۳۲، تقریباً برابر با ۳۴۳ سنت).
زلزل یک قرن و نیم پیش از فارابی می‌زیست و اولین اثر مکتوبی که وسطای زلزل را شرح می‌دهد، کتاب موسیقی کبیر فارابی است. با این حال، برکشلی معقتد است که استفاده از فواصل ریزپرده‌ای (نظیر دوم خنثی) دست کم از پنج قرن پیش از فارابی مرسوم بوده‌است و وسطای زلزل اولین نمونه از این دست نبوده‌است.